# 霍洛德納巴爾卡 (敖德薩州)
46°36′15″N 30°35′14″E / 46.60417°N 30.58722°E
霍洛德納巴爾卡（羅馬化：Kholodna Balka）是位於烏克蘭西南部的村莊，由敖德萨州敖德萨区的內魯拜斯凱市鎮負責管轄。該村始建於1940年，面積3.17平方公里，海拔高度36米，2001年人口2,582，人口密度每平方公里814.51人。